# Masneroma angulifera
Masneroma angulifera är en stekelart som beskrevs av Boucek 1983. Masneroma angulifera ingår i släktet Masneroma och familjen kragglanssteklar. Inga underarter finns listade i Catalogue of Life.